# Ivan Komelj
Ivan Komelj (Drago), slovenski konservator, umetnostni zgodovinar in kastelolog, * 7. januar 1923, Novo mesto, † 2. avgust 1985, Ljubljana.
Ivan Komelj je osnovno šolo in gimnazijo obiskoval v Novem mestu. Po maturi se je vpisal na Filozofsko fakulteto v Ljubljani, kjer je pri Francetu Steletu študiral umetnostno zgodovino.  
Že kot študent je od leta 1945 zavzeto dokumentiral grajsko arhitekturo na Dolenjskem in v Beli krajini, ki je bila med drugo svetovno vojno zelo prizadeta in sodeloval pri akcijah za ohranitev poškodovane arhitekturne kulturne dediščine. Leta 1949 je dokončal diplomsko delo z naslovom Srednjeveška grajska arhitektura na Dolenjskem, ki je bilo objavljeno leta 1951 in s katerim se je začelo znanstveno utemeljeno raziskovanje grajske arhitekture na Slovenskem. Kot umetnostni zgodovinar in kastelolog je pomembno vplival na Ivana Stoparja, ki je bil pozneje najznamenitejši raziskovalec grajske kulturne dediščine v Sloveniji. Leta 1950 se je zaposlil na Zavodu za spomeniško varstvo Ljudske republike Slovenije, kjer je bil pristojen predvsem za umetnostne in arhitekturne spomenike na območjih Dolenjske, Gorenjske, Notranjske in goriškega dela Primorske, od leta 1975 pa tudi za vodenje osrednjega dokumentacijskega centra. V konservatorski službi je deloval vse do smrti. Kot konservator je usmerjal obnove nekaterih najpomembnejših arhitekturnih spomenikov – med njimi nekdanjega cistercijanskega samostana v Kostanjevici na Krki ter gradov Turjak, Gracarjev Turn, Hmeljnik, Otočec, Kamen pri Begunjah, Vurberk in Rihemberk – ter si prizadeval za odkrivanje, dokumentiranje in raziskovanje srednjeveških stenskih poslikav. Leta 1965 je na Filozofski fakulteti v Ljubljani dokončal doktorsko disertacijo o gotski sakralni arhitekturi v Sloveniji. 
Skupaj s strokovnimi kolegi iz slovenske javne konservatorske službe je pripravil seznam prvokategornih kulturnih spomenikov Slovenije, ki je bil v obliki t. i. bele knjige slovenskega spomeniškega varstva objavljen leta 1974.
Svoja strokovna in znanstvena spoznanja je objavil v več monografijah, med katerimi izstopata prvi monografiji o gotski arhitekturi v Sloveniji, izdani v letih 1969 in 1973. Leta 1964 je objavil knjigo z naslovom O gradovih na Slovenskem, ki je prvi monografski prikaz grajske arhitekture v Sloveniji. Izjemen pomen in trajno vrednost imajo tudi njegove raziskave utrdbene arhitekture 16. stoletja v Sloveniji, umetnostne preteklosti Novega mesta, življenja in dela slikarja Antona Postla ter starejših likovnih upodobitev slovenskih naselbin, gradov in samostanov. Bil je med pobudniki nastanka knjižne zbirke vodnikov po kulturnih in naravnih spomenikih Slovenije. Zadnja leta svojega življenja se je ukvarjal tudi s teorijo varstva kulturne dediščine in z zgodovino konservatorstva na Slovenskem ter v tem sklopu leta 1983 objavil študijo z naslovom Grad kot spomeniškovarstveni problem v času med obema vojnama.
Ivan Komelj je eden od najbolj prepoznavnih slovenskih umetnostnih zgodovinarjev in konservatorjev, začetnik kastelologije v Sloveniji. Bil je tudi strasten ljubitelj starih, redkih knjig.
Leta 2023 je bila v počastitev stote obletnice njegovega rojstva v gradu Cmurek na Tratah postavljena stalna razstava Gotska arhitektura v Sloveniji.